# Suc d'Ardemez
Le suc d'Ardemez est un sommet situé dans le massif du Meygal, culminant à 1 052 m d'altitude, dans le Velay en France.

## Géographie

### Situation

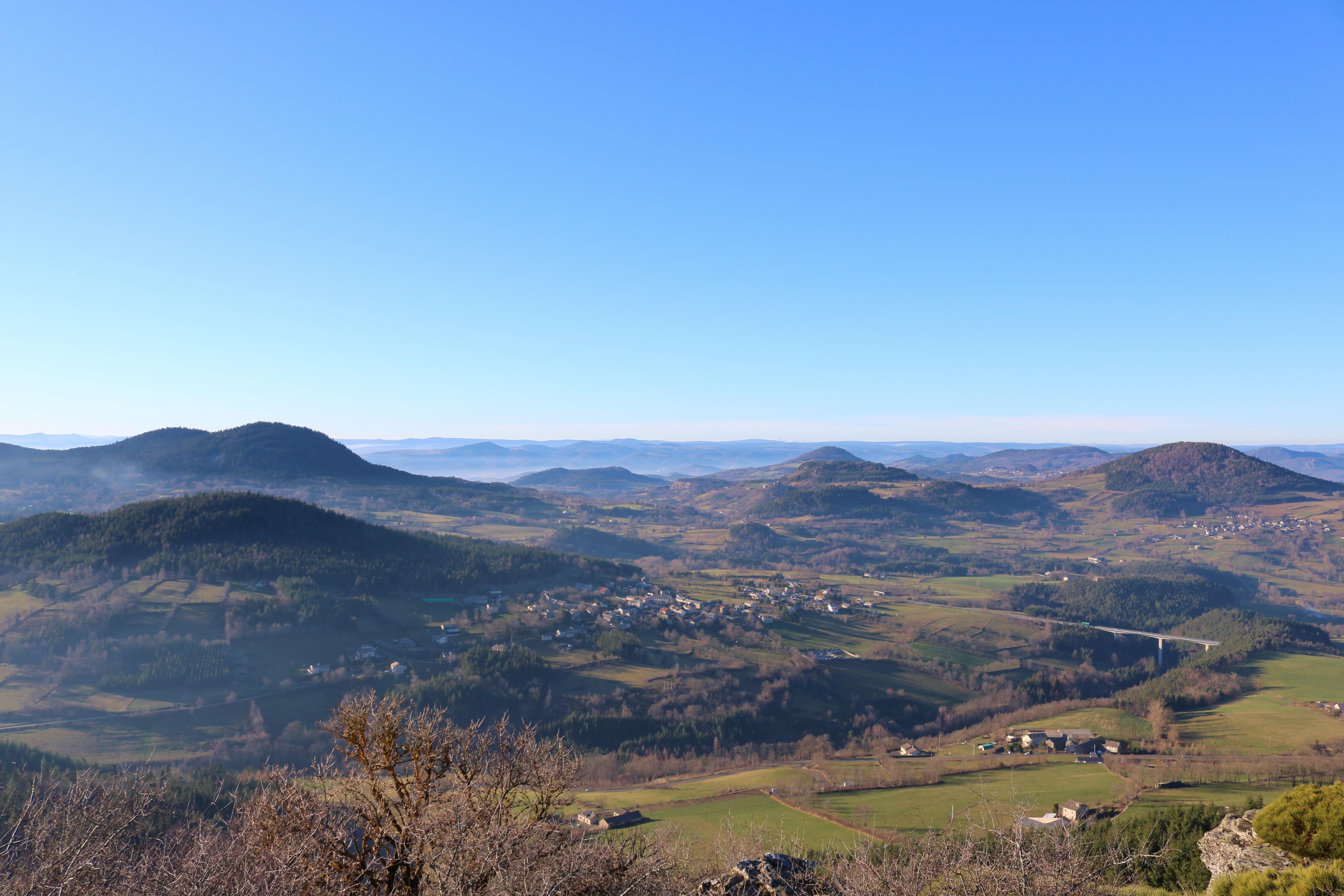
Vue sur le suc d'Ardemez et Bessamorel (à gauche du viaduc) depuis le suc de Saussac.

La montagne se trouve sur le territoire de la commune de Bessamorel dans le département de la Haute-Loire.

### Géologie
La montagne est un suc avec une formation géologique composée de phonolite.

### Panorama
Du sommet, une vue s'ouvre sur le Lignon, une grande partie du pays des Sucs, du Meygal et du Pilat.

## Randonnée
Le suc d'Ardemez est accessible par un sentier (après la route d'Ardemez) équipé de pancartes jusqu’au sommet.